# Inferno (Captain Scarlet-aflevering)
"Inferno" is de 28e aflevering van de televisieserie Captain Scarlet and the Mysterons, een sciencefictionserie waarin gebruikgemaakt wordt van de poppenspeltechniek supermarionation. De aflevering werd voor het eerst uitgezonden op ATV Midlands in Engeland op 16 april 1968. Qua productievolgorde was het echter de 32e aflevering.

## Verhaal
Majoor Moran en een sergeant van het Euro Tracker-station coördineren een SKR4-recoveryvehicle dat op het punt staat een kapotte raket uit zijn baan om de Aarde te halen. Aan boord van het ruimteschip bereiden de piloot en de navigator de aankoppeling voor. Ze kunnen een meteoor echter niet ontwijken en de SKR4 wordt vernietigd. De Mysteronringen reconstrueren de SKR4, maar niet de bemanning. Via de stem van de navigator laten de Mysterons de sergeant weten dat hun stuurboordmotor kapot is en dat ze de missie afbreken. Daarna wordt het radiocontact verbroken.
Via een radiobericht laten de Mysterons weten dat ze de ontziltingsinstallatie in Najama, aan de voet van de Andes, zullen vernietigen. In Cloudbase informeert Colonel White Spectrumofficieren dat deze installatie zeewater omzet tot water voor irrigatie dat wordt gebruikt in het hart van Zuid-Amerika. Zonder dit irrigatiewater zouden duizenden vierkante meter land veranderen in dor woestijnlandschap. Hoewel de installatie geautomatiseerd is, heeft het complex wel een serviceteam paraat staan. Dit personeel zal worden geëvacueerd. Spectrum zal een observatiepunt opzetten om te wachten op het eerste teken van een aanval. Ochre en Magenta worden gestationeerd aan de noord- en zuidkanten van de vallei, terwijl Scarlet en Blue vanuit de oude Azteekse tempel het complex in de gaten houden.
Op hun locatie zoeken Scarlet en Blue naar een balkon vanwaar ze het complex in de gaten kunnen houden. Een standbeeld valt om maar Scarlet kan Blue aan de kant duwen voordat hij wordt verpletterd. Ondertussen is Captain Black ook in de vallei en hij houdt de tempel in de gaten via een verrekijker.
Scarlet en Blue bereiken het balkon en plaatsen een telescoop. Kijkend naar de installatie valt Scarlet meteen op dat de tanks met vloeibare zuurstof erg kwetsbaar zijn. Binnen een half uur zal de zon ondergaan en Scarlet suggereert dat hij en Blue even uitrusten. Die nacht, terwijl Scarlet op wacht staat, komt Black het gebouw binnen en ziet Blue in zijn slaapzak vlak voor een standbeeld van de zonnegod. Hij plaatste een apparaat in de mond van het beeld. Blue wordt wakker van het lawaai en waarschuwt Scarlet, maar Black verdwijnt in het niets.
Bij Euro Tracker vindt de sergeant het verdacht dat de stemmen van de crew van de SKR4 opeens anders klinken. De ochtend breekt aan en Scarlet vermoedt dat het geluid dat Blue hoorde slechts een losse steen was. Ondertussen geeft de SKR4-bemanning geen antwoord aan de oproepen van de sergeant, en Moran meldt dit aan Spectrum. Colonel White is geschokt als hij hoort dat de SKR4 explosieven aan boord heeft, en vraagt naar de landingsplaats van het toestel. Moran meldt dat dit op de Canarische Eilanden is. Maar dan ontdekt de sergeant een sterk radiosignaal dat de koers van de SKR4 verandert. Lieutenant Green ontdekt dat het signaal afkomstig is uit het Najama-gebied en White vreest dat dit signaal het ruimteschip zal doen neerstorten op de installatie. Hij beveelt de Angels om te vertrekken.
De Colonel waarschuwt Scarlet en Blue over de dreiging van het ruimteschip en adviseert hen uit te zoeken waar het radiosignaal vandaan komt. Met nog maar enkele minuten te gaan ontdekt Blue dat de bron van het signaal zich in de tempel bevindt. Er is niet genoeg tijd om de hele tempel te doorzoeken, dus beveelt Scarlet Destiny Angel het hele gebouw te vernietigen. Scarlet en Blue ontsnappen met een SPV terwijl de Angels het vuur openen. Alleen het zonnegodsbeeld staat nog overeind. De Angels kunnen deze niet op tijd verwoesten en de SKR4 crasht in de tempel.
De explosie veroorzaakt een aardverschuiving. Scarlet en Blue kunnen niets doen tegen de vallende rotsen. De tanks vloeibare stikstof worden geraakt en het hele complex explodeert. De Mysterons zijn geslaagd in hun dreigement, maar het gevecht zal doorgaan.

## Rolverdeling

### Reguliere stemacteurs
- Captain Scarlet — Francis Matthews
- Captain Blue — Ed Bishop
- Colonel White — Donald Gray
- Lieutenant Green — Cy Grant
- Captain Ochre — Jeremy Wilkin
- Destiny Angel — Liz Morgan
- Rhapsody Angel — Liz Morgan
- Stem van de Mysterons — Donald Gray

### Gastrollen
- Majoor Moran — David Healy
- Sergeant — Gary Files
- Piloot — Shane Rimmer
- Navigator — Martin King

## Fouten
- Verschillende shots van de Angeljets zijn verkeerd om getoond, waardoor het Spectrum-logo een “Z” lijkt.

## Trivia
- Een aantal muzieknummers uit de series Thunderbirds en Supercar werden gebruikt in deze aflevering.
- Dit was de laatste Captain Scarlet-aflevering die werd geproduceerd.